# Vertrag von Hollenburg
Der Vertrag von Hollenburg wurde am 22. September 1395 abgeschlossen und schlichtete vorübergehend einen Erbschaftsstreit im Hause Habsburg, der nach dem Tod von Albrecht III. und Leopold III. entstanden war und zu eskalieren drohte.

## Vorgeschichte
Die Vorgeschichte des Vertrages ist das Ringen der Habsburger darum, ihre neu erworbene Hausmacht im Südosten des Heiligen Römischen Reiches, das Herzogtum Österreich d. h. die zum Herzogtum erhobene Markgrafschaft Österreich mit Wien, das Herzogtum Steiermark, die gefürstete Grafschaft Tyrol und seine Nebenländer, zu konsolidieren und zusammenzuhalten. Wie alle Territorien dieser Zeit war auch dieses Reich sehr bald von Zerstückelung durch Realteilung oder innerfamiliären Feindseligkeiten aufgrund der Primogenitur-Erbfolge (Erbrecht des Ältesten) betroffen.
Albrecht III., der mit dem Zopf, (* 1349/1350), Begründer der albertinischen Linie im Hause Habsburg und Herzog von Österreich (1365–1395), hinterließ nach seinem Tod nur einen einzigen Sohn, Albrecht IV., das Weltwunder/der Geduldige (* 1377). Der jüngere Bruder Albrechts III. Herzog Leopold III., der Gerechte  (* 1351), welcher bereits 1386 in der Schlacht von Sempach verstorben war, hatte vier Söhne, wovon die beiden ältesten Wilhelm, der Ehrgeizige/Freundliche (* 1370) und Leopold IV. der Dicke/Stolze (1371–1411), vor Albrechts III. Sohn Albrecht IV. geboren wurden.
Albrecht III. und Leopold III. selbst waren (als die letzten beiden und jüngsten von vier Brüdern) von ihrem Vater, Albrecht II., dem  Weisen/Lahmen, durch die Albertinische Hausordnung 1335 zu völlig gleichberechtigter Regentschaft bestimmt worden. Da sie sich aber nicht dazu imstande sahen, hatten sie 1379 im Teilungsvertrag von Neuberg die österreichischen Länder doch wieder unter sich aufgeteilt, aber eben keine klare Regelung zur Erbfolge getroffen. Die Albertinische Linie sollten Niederösterreich (Österreich unter und ob der Enns mit Wien) regieren, die Leopoldiner Inner- und Oberösterreich (Steiermark, Kärnten, Krain, Tirol und Nebenländer). Nach Leopolds frühem Tod 1386 herrschte erst recht Unklarheit, was zu tun sei.
Albrecht III hinterließ dann ein Testament, in welchem er nicht genau darauf einging, wie im Herzogtum Österreich weiter regiert werden sollte. Er bat aber seinen Sohn sowie auch seinen Neffen Wilhelm, dass die Erbländer – ganz in Geiste seines Vaters – beisammenbleiben sollten. Durch diese unpräzise Formulierung blieb ein Interpretationsspielraum, den Wilhelm ausnützte, da er als ältester unter den verbliebenen Habsburgern sein Vorrecht legitimiert sah. Wilhelm wollte die alleinige Regierungsgewalt über die vereinten Länder und fand auch Unterstützung für seine Pläne, so zum Beispiel bei den Wiener Bürgern. Der Adel im Herzogtum stellte sich allerdings auf die Seite Albrechts IV., was damit zu tun hatte, dass jener der passivere und wenig aktive Landesfürst war. Dadurch sah der Adel einen möglichen Vorteil für sich selbst.

## Vertrag und Inhalt
Um eine drohende gewaltsame Eskalation zu vermeiden, drängten die Herzöge auf eine Lösung. Dies war der ausschlaggebende Faktor für den Abschluss des Vertrags von Hollenburg (bei Krems). Das Abkommen besagte, dass Albrecht und Wilhelm sich die Regierungsgewalt teilen sollten. Beide blieben Fürsten über die ihnen unterstehenden Länder (die beiden Landesteile ihrer jeweiligen Väter), doch sollten sie als Mitregent in den Ländereien des anderen mitwirken. Dies bedeutete auch, dass die Staatskasse, der Verwaltungsapparat und die Verwaltung des österreichischen Hofes nicht getrennt wurden, sondern unter der gemeinsamen Hand der beiden Regenten zusammen blieb und Einkünfte gerecht aufgeteilt werden sollten.

## Bedeutung und Folgen
Nachdem sich Albrechts II. Ansatz einer völlig paritätischen Koregentschaft ohne jede Rücksicht auf die Primogenitur als viel zu ambitioniert herausgestellt hatte,
stellt der Vertrag von Hollenburg einen wichtigen Schritt in die Richtung eines nach außen gemeinsam auftretenden, im Inneren aber in souveräne Landesteile gegliederten Reiches dar, das seinem Konzept nach mehr modernen föderalen Bundesstaaten entspricht. Das gegenseitige Mitspracherecht stellte die nächsten 100 Jahre einen zentralen Angelpunkt der habsburgischen Hausmachtpolitik dar.
Albrecht IV. starb 1404, Wilhelm 1406, Leopold IV. 1411, wobei sie in dieser Folge Familienoberhaupt wurden und an den Wiener Hof übersiedelten. In den nächsten beiden – kinderarmen – Generationen stand jeweils wechselweise zuerst der Albertiner unter Vormundschaft eines Leopoldiners (Albrecht V., nachmalig als Kaiser II., * 1397, unter Ernst dem Eisernen, dem jüngeren Bruder von Wilhelm und Leopold), dann der Leopoldiner unter dem Albertiner (Ernsts Sohn Friedrich V., als Kaiser III., * 1415, unter Albrecht). Außerdem zerfiel 1406 der Leopoldinische Zweig noch einmal, und zwar in die Innerösterreichische und in die (Ältere) Tiroler Linie (nach Friedrich IV. mit der leeren Tasche, dem jüngsten Bruder von Wilhelm, Leopold und Ernst). Die Albertiner erloschen 1457 (Ladislaus Postumus) im Mannesstamm, die Tiroler 1496 (Siegmund der Münzreiche), und Friedrich III. konnte ganz Österreich nach vielen Jahren wieder in eine Hand bringen.
Wie gut die Regelung der gegenseitigen Teilhabe trotz aller innerfamiliären Spannungen dieser Zeiten funktionierte, zeigt sich daran, dass Habsburg in den Jahrzehnten nach dem Hollenburger Vertrag zum führenden Haus des Reiches aufstieg. Albrecht und Friedrich waren die ersten der dann bis zum Zerfall des Reiches 1806 geschlossen durchregierenden Habsburgerkaiser. Erst Friedrich musste 1461 tatsächlich seinen eigenen (jüngeren) Bruder, Albrecht VI., bekriegen; da dieser aber 1463 in den beginnenden Türkenkriegen starb, blieb das ein kurzes Intermezzo.
Nach 1490 beginnt der Aufstieg der Habsburger bis zu Karl (V. als Kaiser), und in der folgenden Aufspaltung dessen Großreiches in ein österreichisches und ein spanisches Reich wurde der gegenseitige Anspruch zum Vorbild genommen, und floss auch in die Pragmatische Sanktion 1713 ein.
Dadurch, dass die österreichischen Herzogtümer eine gewisse Souveränität behielten, konnte sich die österreichische (Erz-)Herzogswürde vom Land Niederösterreich lösen und wurde eine gesamtösterreichische. Dadurch bildet dieser Hausvertrag auch die Basis der Entwicklung der Kronländer des Habsburgerreiches im 18. Jahrhundert mit ihrer eigenständigen Verwaltung unter gemeinsamer Krone, und nicht zuletzt die der föderalen Verfassung der heutigen Republik Österreich und ihrer Bundesländern. Der finanzielle Bund-Länder-Ausgleich (§ 13 B-VG) gehört zu deren zentralen Werkzeugen.